# Гордон Володимир Михайлович
Горд́он Володимир Михайлович (нар.25 жовтня 1871, місто Лохвиця, Полтавська губернія, Російська імперія — пом.3 січня 1926, Харків, УСРР) — український вчений-правознавець, доктор цивільного права, професор, доктор юридичних наук, академік Всеукраїнської Академії Наук (1925).

## Біографія
Народився у місті Лохвиця Полтавської губернії.
1894 року закінчив юридичний факультет Імператорського Санкт-Петербурзького університету.
Захистив магістерську, а з часом (1906) і докторську дисертації.
У 1901—1906 роках викладав у Демидовському юридичному ліцеї в Ярославлі (Російська імперія).
З 1906 року — викладав у Імператорському Харківському університеті та інших закладах цивільне право і цивільний процес.
У 1917 році став сенатором цивільного касаційного департаменту.
Протягом 1919—1920 років працював професором Таврійського університету.
З 1920 — завідувач кафедри цивільного і торгового права, а також декан правового факультету Харківського інституту народного господарства.
Водночас був завідувачем правового відділу Наркомату внутрішньої торгівлі УСРР, брав участь у розробці багатьох законопроєктів.
Обраний дійсним членом Всеукраїнської Академії Наук 9 березня 1925 року.
Помер В. М. Гордон 3 січня 1926 року у Харкові.

## Наукова діяльність
Наукова діяльність В. М. Гордона значно вплинула на розвиток науки в галузі як матеріального, так і процесуального права.
За час своєї тридцятирічної наукової діяльності написав близько 100 наукових праць. Усі вони відзначалися фундаментальністю, широтою і глибиною досліджень, логікою викладу.
Певна кількість наукових праць, зокрема таких, як «Право на позов», «Передача позовів», «Збільшення позову процентами», «Відсутність права на позов» тощо, а також магістерська і докторська дисертації були присвячені поглибленій розробці питань цивільного процесу.
І нині докторська дисертація «Позови про визнання» є однією з основних робіт у галузі науки про позови.
Вважається засновником харківської наукової школи правознавців.

## Окремі праці
- Гордон В. М. Основание иска в составе изменения исковых требований. — Ярославль: Тип. Губ. правления, 1902. — 316 с. (захищена 1902 р. у Санкт-Петербурзькому університеті магістерська дисертація).
- Гордон В. М. Иски о признании.— Ярославль: Тип. Губ. земск. управы, 1906. — 370 с.
- Гордон В. М. Система советского торгового права. Обзор действующего законодательства по внутренней торговле. — 2-е изд. — Харьков: Юрид. изд-во НКЮ УССР, 1927. — 196 с